# حاسوب شخصي متطور
الحاسوب الشخصي المتطور (legacy-free PC) هو أحد أنواع الحاسوب الشخصي، ولكنه لا يحتوي على مشغل الأقراص المرنة ولا المنافذ القديمة، ولا ناقل البنية الصناعية القياسية (ISA) (أو أحيانًا أي ناقل توسعة داخلي على الإطلاق)، ولكنه يحتوي في المقابل على منافذ يو إس بي يتم استخدامها في توصيل الملحقات بدلاً من المنافذ القديمة. وطبقًا لشركة مايكروسوفت، فإن «الهدف الأساسي من هذه المتطلبات هو أن نظام التشغيل والأجهزة والمستخدمين النهائيين لا يمكنهم اكتشاف وجود: فتحات أو أجهزة البنية الصناعية القياسية (ISA) ووحدة التحكم القديمة في محرك الأقراص المرنة ومنفذ PS/2 والمنفذ التسلسلي والمنفذ المتوازي ومنفذ الألعاب.» يُمكن استخدام محول USB إذا لزم توصيل أي جهاز قديم بجهاز آخر يفتقر لتلك المنافذ. وطبقًا لنسخة عام 2001 من دليل تصميم نظام الحاسوب الشخصي الخاص بشركة مايكروسوفت، فإنه يجب أن يكون الحاسوب الشخصي المتطور مزودًا بإمكانية تمهيد التشغيل من جهاز يو إس بي.
تم طرح هذا النوع من الحواسيب حوالي عام 2000 بعد زيادة الطلب على أجهزة يو إس بي (USB)، وبعد أن حول الإنترنت المنافذ والأجهزة الأقدم لأشياء عتيقة. كما أخذت تلك الحواسيب، بشكل كبير، مسلك الأجهزة الاستهلاكية رخيصة السعر بسبب زيادة الحاجة إلى إنتاج حواسيب أقل تكلفةً وأسهل في الاستخدام وأكثر ثباتًا، وقابلة للتحكم فيها بشكل أكبر. كان جهاز آي ماك الذي أنتجته شركة أبل هو أول تلك الأجهزة، وقد واجه انتقادات كثيرة بسبب عدم احتوائه على مشغل أقراص مرنة، بالإضافة إلى مساعدته في شيوع فكرة اليو إس بي نفسها.itself. كما يعتبر جهاز ويب بي سي الذي أصدرته شركة ديل من أول أنواع الحواسيب الشخصية الحديثة التي تعمل بنظام وينتل (Wintel)، ولكنه كان أقل نجاحًا. وحاليًا، تعتبر أجهزة ديل إستوديو الهجين، وآسوس أي بوكس وحاسوب إم إس أي ويند الشخصي من أنجح الحواسيب الشخصية المتطورة القائمة على تقنيات إنتل.
إن الاستغناء عن المنافذ والأجهزة القديمة، والتي تكون عادةً كبيرة الحجم، تجعل الحاسوب المتطور أصغر حجمًا بكثير من الأجهزة الأقدم ويندرج أكثر تلك الحواسيب ضمن تصميم الحاسوب الدفتري. كما تعد أجهزة نت بوك نموذجًا نقالاً للحواسيب الشخصية المتطورة. إن قابلية الترقية في الحواسيب الشخصية المتطورة أقل بكثير من الحواسيب الشخصية «التقليدية»، فعندما يتقادم العمر بالحاسوب الشخصي المتطور، يتم شراء جهاز جديد أحدث منه، بدلاً من ترقية الجهاز الموجود. وتحتوي الكثير من الحواسيب الشخصية المتطورة على الكثير من الأجهزة الحديثة، والتي يمكن أن تحل محل الأجهزة التي تم الاستغناء عنها مثل قارئ بطاقات الذاكرة، بدلاً من مشغل الأقراص المرنة.